# Siddharth Narayan
Siddharth Narayan (n. 17 aprilie 1979) este un actor indian care a jucat în filme în limbile tamilă, telugu și hindi.